# Lista de municípios do Limpopo (África do Sul)
A província do Limpopo, na África do Sul, está dividida em 5 municípios distritais, subdivididos em 25 municípios locais e uma zona de gestão distrital.
| Localização do distrito de Mopani             | Distrito de Mopani. Subdividido em: - Greater Giyani - Greater Letaba - Greater Tzaneen - Ba-Phalaborwa - Maruleng - Zona de gestão distrital do Parque Nacional Kruger |
| Localização do distrito de Vhembe             | Distrito de Vhembe. Subdividido em: - Musina - Mutale - Thulamela - Makhado                                                                                             |
| Localização do distrito de Capricorn          | Distrito de Capricorn. Subdividido em: - Blouberg - Aganang - Molemole - Polokwane - Lepele-Nkumpi                                                                      |
| Localização do distrito de Waterberg          | Distrito de Waterberg. Subdividido em: - Thabazimbi - Lephalale - Mookgopong - Modimolle - Bela-Bela - Mogalakwena                                                      |
| Localização do distrito de Greater Sekhukhune | Distrito de Greater Sekhukhune. Subdividido em: - Greater Marble Hall - Greater Groblersdal - Makhuduthamaga - Fetakgomo - Greater Tubatse                              |